# Presó d'Herrera de la Mancha
La presó d'Herrera de La Manxa va ser una de les primeres presons de màxima seguretat que es van construir a Espanya. És al municipi de Manzanares, a la província de Ciudad Real (Castella-la Manxa).
El 2019 tenia una capacitat de 260 cel·les i s'hi detenen una mitjana de 595 presos.
La construcció va ser projectada pel govern d'UCD. Es va acabar de construir al febrer de 1979 i es va inaugurar el 22 de juny del mateix any. Hi van ser o hi són empresonats diversos presos de l'organització terrorista ETA, alguns dels quals hi han mort. El 1990, el grup de rock Negu Gorriak va donar el seu primer concert als voltants de la presó, com a acte integrant d'una marxa de familiars de presos d'ETA fins a la presó.
A més, i com a curiositat, la presó surt nomenada al costat d'altres presons d'Espanya en la cançó Pepe Botika del grup extremeny Extremoduro.
El 2024 hi van començar les primeres obres de reforma des de 1979, que portaran, entre altres millores dutxes i aigua calent a les cel·les.